# Templo de Salus
Templo de Salus (em latim: Aedes Salutis) ou Templo da Saúde era um templo dedicado à deusa Salus que ficava localizado no monte Quirinal, no rione Trevi. 

## História
Este templo ficava perto da antiga Porta Salutaris, que deve seu nome a ele, no local onde hoje está o Palazzo del Quirinale. Foi construído entre 306 e 303 a.C. por Caio Júnio Bubulco Bruto, cônsul em 311 a.C.. O templo celebrava a vitória dele na Segunda Guerra Samnita (326-304 a.C.) e foi decorado por Caio Fábio Pictor com cenas da guerra e seu triunfo, o mais antigo nome de um pintor ativo em Roma sobrevivente e um dos mais antigos testemunhos da existência de pinturas triunfais em Roma. Desta pintura resta apenas, talvez, um traço do afresco com cenas históricas do sepulcro dos Fábios na Necrópole do Esquilino.
.